# Kawasaki Z 450 LTD
Die Kawasaki Z 450 LTD ist ein Motorradmodell der japanischen Kawasaki Heavy Industries.

## Motor
Im Jahr 1985 löste die Z 450 LTD ihren Vorgänger Z440 LTD ab. Der Motor der Maschine ist ein wassergekühlter Achtventil-Zweizylinder-Viertakt-Motor mit 454 cm³ Hubraum und im Vergleich zum Vorgängermodell, eine komplette Neukonstruktion. Der Motor baut quasi auf einem halbierten Motor der GPZ 900 R auf, hat jedoch eigene Konstruktionsmerkmale wie z. B. die Positionierung des Steuerkettenschachts mittig statt links. Mit dem Vorgänger Z440 LTD hatte das Modell damit lediglich Motorposition und Riemenantrieb gemeinsam. Bohrung und Hub waren mit der GPZ 900 R identisch (75,5 × 55 mm), die Verdichtung jedoch geringer (10.7:1 statt 11:1). Die (ungedrosselte) Leistung betrug 50 PS (37 kW) bei 9500/min. Durch längere Gasschieber konnte der Motor für den deutschen Markt gedrosselt werden und leistet dann 27 PS (20 kW). Das maximale Drehmoment lag bei 41 Nm bei 8000/min bzw. 32 Nm bei 4000/min. Der Durchmesser der Keihin-Vergaser war mit 34 mm identisch mit denen der GPZ 900 R. Das Modell war ausgerüstet mit kontaktloser Zündung, einer vor der Ölwanne angeschraubten Ölfilterpatrone, einer seilzugbetätigten Ölbadkupplung und Sechsgang-Getriebe. Der Sekundärantrieb lief über einen Zahnriemen, der im Vergleich zur Z 440 LTD um 8 mm breiter war. In der Literatur findet sich gelegentlich zu diesem Modell auch die Bezeichnung Z 454 LTD, unter welcher das Modell in den USA verkauft wurde.

## Fahrwerk
Die lange und schräg stehende Vorderradgabel mit einem Lenkkopfwinkel von 58.5 Grad und einem Nachlauf von 139 mm machten das Modell äußerlich mehr zu einem Chopper als das Vorgängermodell Z 440 LTD. Die luftunterstützte Vorderradgabel hatte einen Federweg von 160 mm, die Hinterradfederung erfolgte über zwei Federbeine, welche die Rundrohr-Stahlschwinge abstützten. Das 19 Zoll große Vorderrad war in der Größe 100/90 S 19 bereift, das Hinterrad mit 140/90 S15 und einen Zoll kleiner als das der Z 440 LTD.
Die Fußrasten des Fahrers waren relativ hoch in Höhe der vorderen Motoraufhängung platziert, die Sitzhöhe lag, identisch mit der Z 440 LTD, bei 75 cm. Lampenhalter, Lampen- und Instrumentengehäuse, Seitendeckel und Federbeine waren verchromt, der 11 Liter-Tank wie auch das Hinterrad-Schutzblech in Rot oder Schwarz lackiert.
Vollgetankt erreichte das 200 kg schwere Modell in der gedrosselten 27-PS-Version nur eine Höchstgeschwindigkeit von knapp über 130 km/h und lag damit deutlich unter dem Vorgängermodell. In Deutschland musste die Sissybar aufgrund von Zulassungsvorschriften entfallen, dort wurde das abschließbare Werkzeugfach untergebracht.